# Параїба
Параїба (порт. Paraíba) — штат Бразилії, розташований у Північно-східному регіоні. Межує зі штатами Пернамбуку, Ріу-Ґранді-ду-Норті і Сеара, омивається Атлантичним океаном. Штат має площу 56 467,2 км² (21-й) та населення 3,9 млн мешканців (13-й). Його столиця та найбільше місто — Жуан-Пессоа. Скорочена назва штату «PB».
Параїба — найсхідніший штат Бразилії, мис Кабу-Бранку в Жуан-Пессоа є найсхіднішою точкою не лише Бразилії, але й усієї Південної Америки.

## Географія

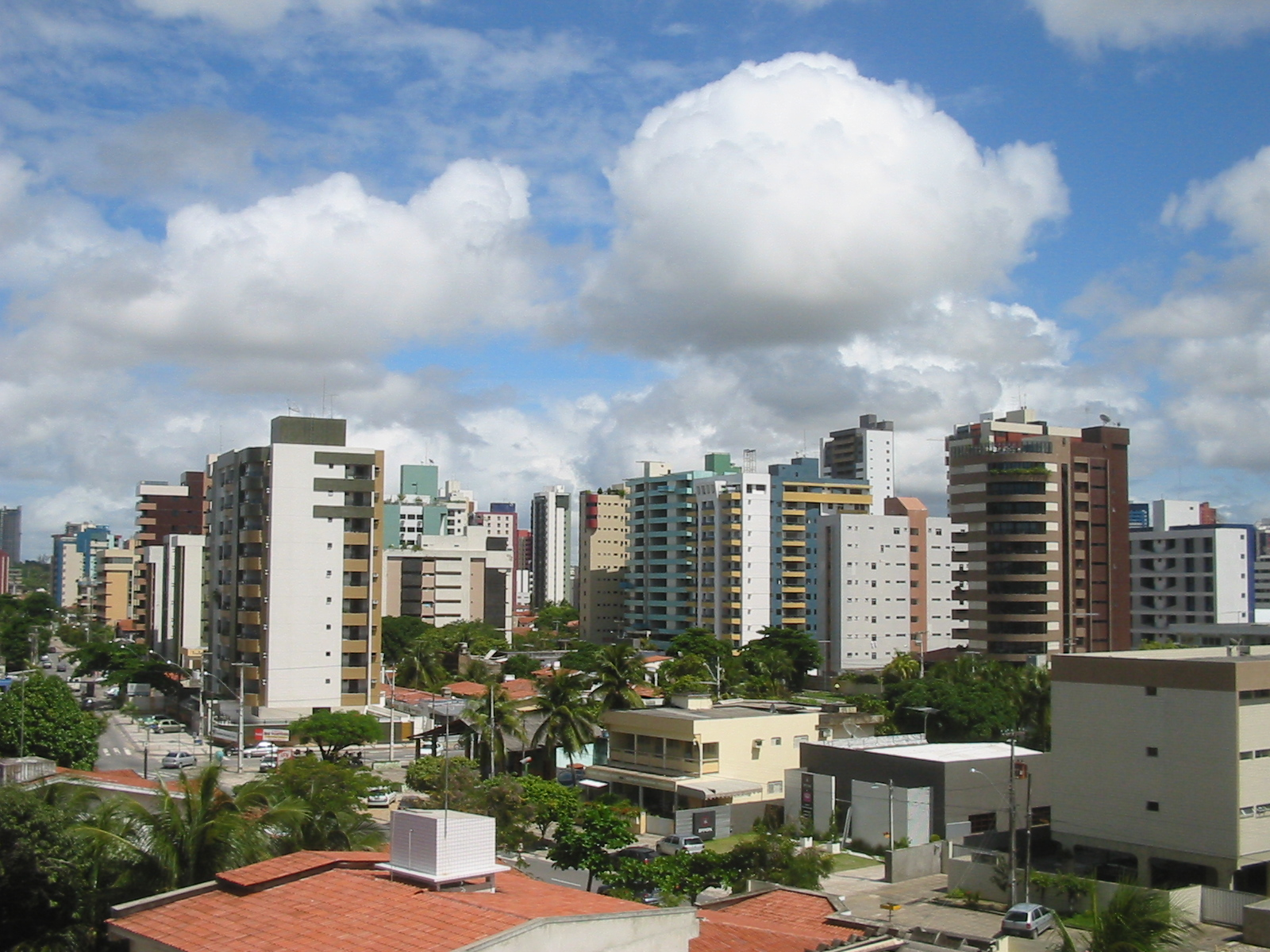
Жуан Пессоа

Більшою своєю частиною штат розташований на Бразильському нагір'ї. Ґрунт в горбистій центральній області піщаний, зрідка покритий лісами низькорослої та в суху пору року безлистої каатинги; родючі місця зустрічаються тільки на берегах річок і в західних горах.
На території штату ростуть три види рослинності: у прибережній низовині переважають тропічні ліси, в напівпосушливій каатинзі розсіяні колонії кактусів, чагарників та інших рослин, пристосованих до сухого клімату; область між ними покриває рослинність з характерними ознаками обох систем.

## Історія
У перші десятиліття XVI століття область Параїби частіше відвідували французи, які, на відміну від португальців, котрі намагалися захопити цю територію, хотіли лише встановити комерційні відносини з місцевим населенням. Португальці і французи (останні за підтримки індіанців) воювали все XVI сторіччя. 4 листопада 1585 португальці заснували в Параїбі перше село в області, на місці якого знаходиться нинішній Жуан-Пессоа. Надалі французів вигнали з території Параїби.
Але замість французів незабаром прийшли голландці: перша спроба вторгнення була зроблена в 1624 році, але була відбита місцевими жителями. Проте, вже до кінця 1634 голландці повністю захопили Параїбу. Їх вдалося вигнати лише в 1654 році.

## Адміністративний устрій
Адміністративно штат розділений на 4 мезорегіони і 23 мікрорегіонів. У штаті — 223 муніципалітети.

## Економіка
У штаті розвинене сільське господарство: вирощуються кукурудза, рис, бобові, цукрова тростина, тютюн, банани, бавовник, сизаль; в гірській частині — кава, а також плодові, фарбувальні й каучукові дерева.
В останні десятиліття Параїба розвиває свій туристичний потенціал: культура і краса міст штату привертають увагу великої кількості туристів.